# Rolls-Royce Droptail
Rolls-Royce Droptail — полноразмерный автомобиль, производимый компанией Rolls-Royce Motor Cars, дочерней компанией BMW, с 18 августа 2023 года.

## История
Rolls-Royce Droptail был представлен 18 августа 2023 года на выставке Monterey Car Week в комплектации La Rose Noire. Всего было выпущено 4 экземпляра, каждый из которых получил своё название, свой интерьер и свой цвет.

## Особенности
Кузов автомобиля напоминает классические родстеры Rolls-Royce Motor Cars, яхты и хот-роды с западного побережья США. Название La Rose Noire присвоено в честь розы Блэк Баккара. На приборной панели установлены часы Audemars Piguet. Отделка автомобиля платановая.
Также существует комплектация Amethyst (в честь аметиста) с часами Vacheron Constantin. Автомобиль разработан «с нуля».
Rolls-Royce Droptail приводится в движение 6,75-литровым двигателем BMW N74B68 V12.

## Цены
По состоянию на 2023 год, цены на Rolls-Royce Droptail составляют более 32 миллионов долларов.